# Солонини (рід)
Солонини — козацько-старшинський, згодом — дворянський рід.

## Походження
Походить від Дмитра Солонини, відомого військового діяча, полковника брацлавського (1658—59) та прибічника гетьмана І.Виговського. 1659 нобілітований польським королем Яном II Казимиром Ваза. До прихильників І.Виговського належав також лукомський сотник Солонинка, вбитий у Лохвиці під час повстання опозиції, інспірованого миргородським полковником С.Довгалем, прибічником полтавського полковника М.Пушкаря. Це, імовірно, родич Дмитра (за ін. версією — одна особа). Від нащадків Дмитра — синів Костянтина Дмитровича (р. н. невід. — п. до 1696), київського полковника (1669, 1670, 1671, 1672—78, 1687—89), наказного генерального осавула (1670), учасника Кримських походів 1687 і 1689, виконавця дипломатичних місій, та Якова Дмитровича (р. н. невід. — п. після 1698), київського наказного полковника (1671, 1672, 1674), а також онука — Сергія Васильовича (бл. 1660 — до 1737), наказного козелецького сотника (1687), київського полкового хорунжого (1686—1709), остерського сотника (1709—27), — беруть початок три гілки роду.
Гілка Костянтина Дмитровича згасла в третьому поколінні. До нащадків Сергія Васильовича належать: Іван Сергійович (бл. 1685 — до 1732), остерський сотник (1727—29); Назарій Сергійович (бл. 1690 — після 1757), архімандрит Київського Свято-Микільського пустинного монастиря (1737—52); Михайло Сергійович (бл. 1711 — бл. 1784), остерський сотник (1729—57); Іван Михайлович (бл. 1731—1801), остерський сотник (1757—67), остерський міський голова (1767—73), київський полковий обозний (1776—81); Володимир Костянтинович (1851 — після 1911), генерал-лейтенант у відставці (1911), командуючий військами в Курляндії та тимчасовий генерал-губернатор (1905—07), командувач 2-ї бригади 4-ї піхотної дивізії (1907—11); Василь Андрійович (1862—1934), доктор хімії (1908), професор Варшавського політехнічного інституту (1908—18) та Хіміко-технологічного інституту в Нижньому Новгороді (нині місто в РФ), досліджував властивості амінів; Андрій Андрійович (1872 — р. с. невід.), генерал-майор (імовірно 1917), професор Михайлівської артилерійської академії (1911—17), залишився в СРСР, викладач Військово-технічної академії ім. Ф.Дзержинського РСЧА, заарештований за справою «Весна» (1931) та засуджений до 10-ти років виправно-трудових робіт.
До потомства Якова Дмитровича належать: Петро Якович (р. н. невід. — п. бл. 1706), бобровицький сотник (1706); Данило Якович (р. н. невід. — п. бл. 1721), київський полковий писар (1688—89); Василь Якович (р. н. невід. — п. після 1737), київський полковий писар (1710—19); Олександр Данилович (р. н. невід. — п. після 1772), гоголівський сотник (1733—45), київський полковий суддя (1745—55) та обозний (1755–62); Іван Григорович (бл. 1727 — після 1787), моровський сотник (1761—71).
Рід внесений до 2-ї та 6-ї частин Родовідної книги Чернігівської губернії.
Існують також однойменні роди іншого походження.